# Межевич, Николай Николаевич
Николай Николаевич Межевич — советский хозяйственный и государственный деятель, лауреат Государственной премии СССР за выдающиеся достижения в труде.

## Биография
Родился в 1951 году. Член КПСС.
В 1972—1991 годах — оператор по добыче газа газопромыслового управления № 2 объединения «Надымгазпром» Министерства газовой промышленности СССР.
Отличник Министерства газовой промышленности СССР (1981), почетный работник газовой промышленности СССР (1982).
Лауреат премии Ленинского комсомола.
За большой личный вклад в наращивание темпов добычи нефти и газа был в составе коллектива удостоен Государственной премии СССР за выдающиеся достижения в труде 1983 года.
Делегат XXVII съезда КПСС и XIX партконференции.
В 1991—2008 годах — мастер по добыче нефти, газа и конденсата Медвежинского газопромыслового управления.
Живёт в поселке Пангоды.

## Награды
- Орден Трудового Красного Знамени
- Орден Знак Почёта